# Масляная борьба
Масляная борьба (англ. oil wrestling, «ойл-реслинг») — разновидность борьбы, в которой борцы, а иногда и поверхность соревновательной площадки обильно смазываются жидким растительным маслом или другими жирными веществами, либо маслянистыми суспензиями, существенно уменьшающими силу сцепления контактирующих поверхностей при телесном контакте между спортсменами, что значительно сказывается на ходе и продолжительности поединков, и отличает её от любых иных видов борьбы, где использование телесных смазок либо не принято, либо запрещено правилами. Данная разновидность борьбы, исторически практикуемая в Средиземноморском регионе и Малой Азии, распространилась в США и Европе. Ранние сведения о масляной борьбе восходят к шумеро-аккадской цивилизации и датируются между 3-м и 2-м тысячелетием до н. э., на основе данных археологических раскопок указывается 2650 год до н. э. Впоследствии, обильное смазывание тела атлета маслом вошло в практику соревнований античных Олимпийских игр. В настоящее время масляная борьба практикуется в соревновательной форме по программе национальных видов борьбы в средиземноморских странах (Болгарии, Греции, Турции), и в соревновательно-развлекательной форме (hot oil wrestling), в рамках разнообразных дерби, марди-гра, пляжных игр, эротических фестивалей, шоу, вечеринок и других увеселительных мероприятий по всему миру.

## Разновидности

### Развлекательные
Поскольку удержать равновесие на скользкой маслянистой поверхности затруднительно, развлекательные разновидности практикуются в надувных бассейнах, чтобы исключить травматизм участников и участниц.
В зависимости от соревновательной одежды, бывают следующие разновидности масляной борьбы:
женские
- в купальнике
- в бикини
- без бикини

мужские
- в плавках
- без плавок

смешанные
Наиболее строгие требования к одежде участников развлекательных соревнований по масляной борьбе в США, предъявляются в штате Юта, поскольку большая часть полицейских структур там укомплектована мормонами. Наименее строгие в штате Индиана (представлены на фото справа).
Состязания проводятся в одиночном (1 × 1) и парном разряде (2 × 2), а также в форме борьбы с несколькими соперниками (2 × 1), что практикуется во время борьбы между спортсменами противоположного пола (мужчинами и женщинами — mixed oil wrestling).
В качестве соревновательного лубриканта используются как натуральные растительные масла и смазки натурального (несинтетического) происхождения, так и искусственные суспензии на глицериновой основе, нейтральные (не впитывающиеся) при контакте с кожей и безвредные при попадании в глаза или случайном проглатывании.

### Национальные
Национальные разновидности практикуются главным образом на траве, или на утоптанном грунте. По свидетельствам исторических хроник, в былые времена поединки продолжались до двух суток, пока один из борцов не изнемогал окончательно. В 1975 Федерация национальной борьбы Турции ограничила время поединков до 40 минут в чемпионских матчах и 30 минут во всех остальных соревнованиях. В качестве лубриканта практически везде используется оливковое масло, как наиболее распространённое в Средиземноморском регионе.
Практически все национальные разновидности являются мужскими видами спорта и практикуются в специальных кожаных штанах (кушпет), изготовленных из толстой буйволовой кожи и после смазывания маслом весящие около 13 кг. Ежегодные общестрановые соревнования в Турции проводятся как минимум с 1346 года. В силу специфики борьбы выработался борцовский приём, — заключающийся в обхвате ноги соперника обеими ногами, чтобы не дать встать и удержать схватку в партере, — за рубежом этот приём называется «турок».

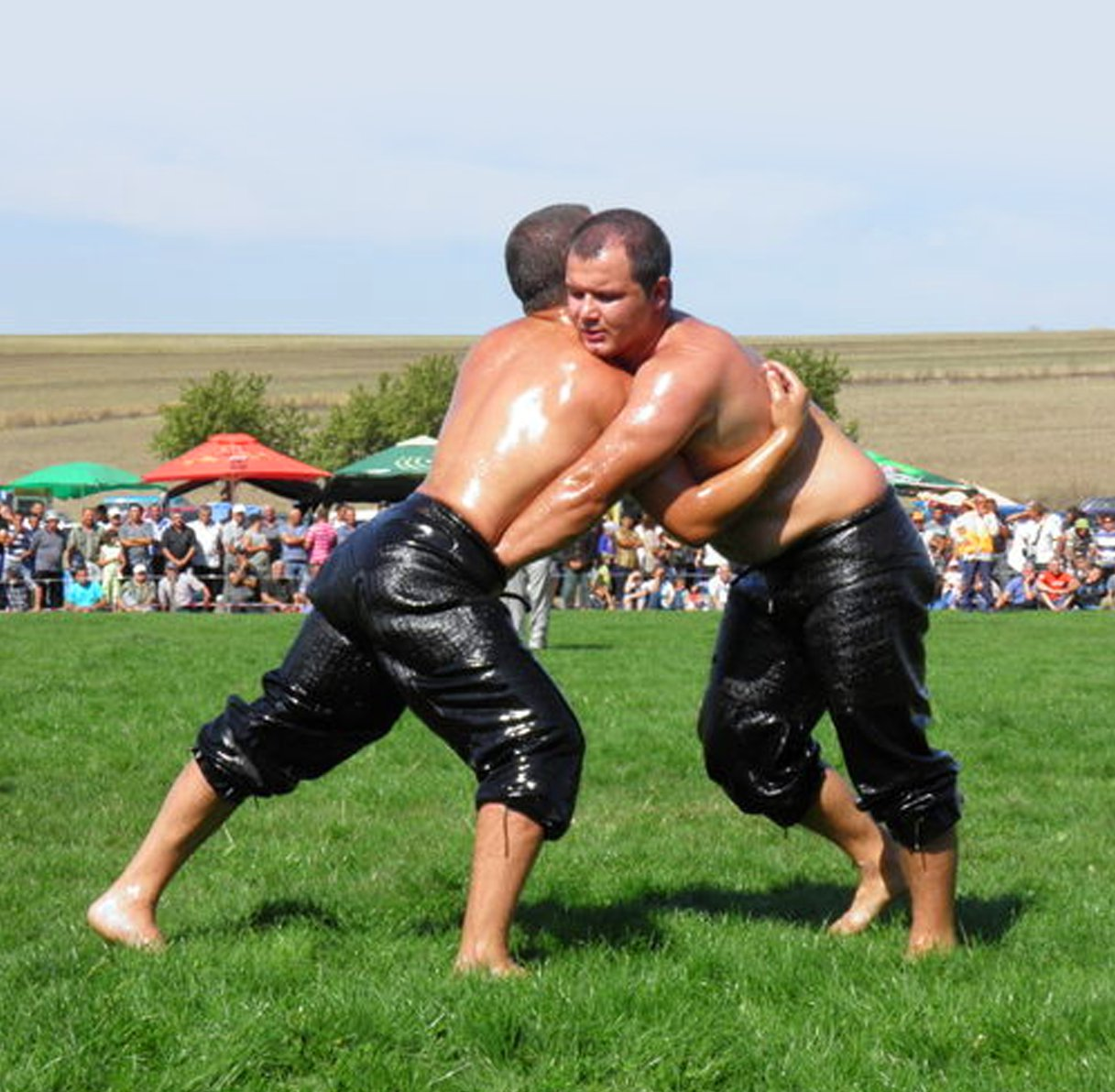
Болгария
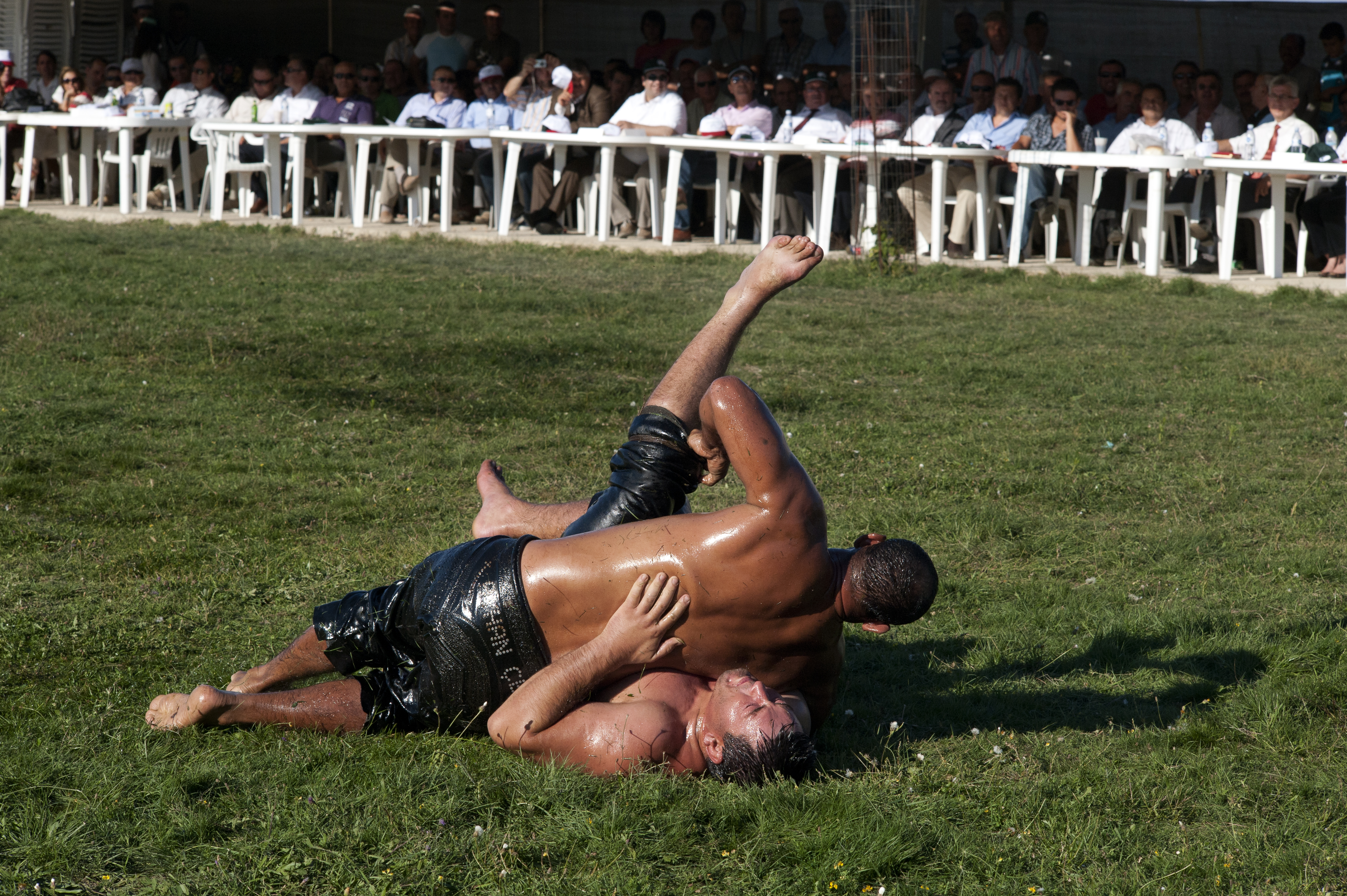
Греция
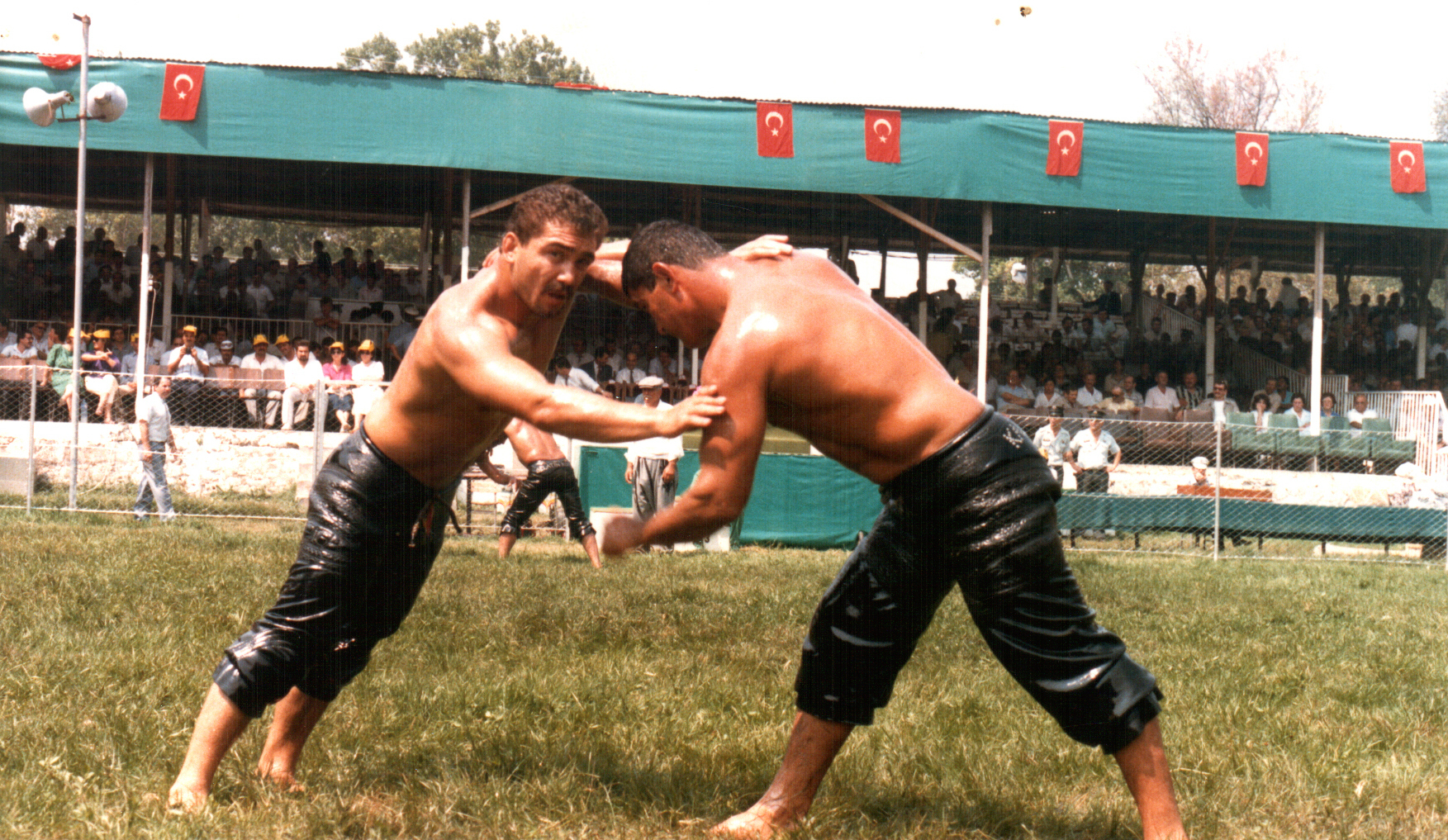
Турция

## Регулирующие органы
Масляная борьба не регулируется Международной федерацией объединённых стилей борьбы (ФИЛА), поэтому в каждой стране существуют свои регулирующие организации. В настоящее время регулированием соревнований по масляной борьбе занимаются следующие международные организации:
- Женская ассоциация масляной борьбы (Women's Oil Wrestling Association, WOWA)
- Женская федерация масляной борьбы (Female Oil Wrestling Federation, FOWF)

## Интересные факты
- Первая советская участница состязаний по масляной борьбе (в прошлом стюардесса «Аэрофлота») выступала в Канадской профессиональной лиге с января 1991 года[5].